# 高堰乡
高堰乡，是中华人民共和国四川省绵阳市三台县曾经下辖的一个乡。2019年12月，撤销高堰乡，将其所属行政区域划归塔山镇管辖。

## 行政区划
高堰乡撤销前下辖以下地区：
社区、土墙村、龙头村、福泉村、麒麟村、大树村、万丰村、谷奔村、石桩村和常乐村。